# Commelina transversifolia
Commelina transversifolia är en himmelsblomsväxtart som beskrevs av De Wild. Commelina transversifolia ingår i släktet himmelsblommor, och familjen himmelsblomsväxter. Inga underarter finns listade.